# Скуратовский (муниципальное образование Тургеневское)
Скуратовский — посёлок в Чернском районе Тульской области России.
В рамках административно-территориального устройства является центром Большескуратовской сельской администрации Чернского района, в рамках организации местного самоуправления входит в сельское поселение Тургеневское.

## География
Расположен в 100 км к юго-западу от областного центра и в 6 км к юго-западу от райцентра, пгт Чернь.
На западе примыкает к селу Большое Скуратово.

## Население
| 2002 | 2010 |
| ---- | ---- |
| 651  | ↘541 |

Население — 541 чел. (2010).